# Moniliformida
Ordre
Les Moniliformida sont des parasites du phylum des acanthocéphales. 
Ils possèdent un proboscis cylindrique, rétractable, garni de crochet fortement incurvés vers l'arrière et arrangés en rangs longitudinaux.
Cet ordre ne comprend qu'une seule famille :
- Moniliformidae Van Cleave, 1924